# Vereniging van Utrechtse Geografie Studenten
De Vereniging van Utrechtse Geografie Studenten (V.U.G.S.) is de studievereniging van de opleiding sociale geografie en planologie) van de Universiteit Utrecht. Het is een van de oudere Utrechtse studieverenigingen, opgericht op 13 oktober 1922.

## Geschiedenis
V.U.G.S. werd op 13 oktober 1922 opgericht. Destijds als vakdispuut of ondervereniging van het Utrechts Studenten Corps met de naam 'Utrechtse Club voor Aardrijkskunde'. In mei 1931 werd de naam veranderd in Vereeniging van Utrechtse Geographische Studenten om duidelijker aan te geven dat het om een studievereniging ging, bovendien klonk geografie beter voor de buitenwereld dan aardrijkskunde.
Voor de Tweede Wereldoorlog was het een kleine vereniging die vooral fungeerde als communicatiemiddel tussen student en docent (hoogleraar). In de oorlogsjaren stonden de activiteiten op een laag pitje. Eind 1942 werd V.U.G.S. zelfs tijdelijk opgeheven.
In de jaren na de Tweede Wereldoorlog groeit V.U.G.S. uit tot een actieve studievereniging. Er is in deze periode zeer veel aandacht voor de geografie. Vanaf 1947 draagt V.U.G.S. de "titel" literair-filosophische studentenfaculteit waarmee het behoort tot de zeven faculteitsverenigingen. V.U.G.S. organiseerde in deze jaren bijna geen 'ontspannende activiteiten', deze werden vaak wel georganiseerd door de verschillende disputen. Vooral begin jaren zestig waren er binnen de vereniging veel disputen aanwezig. Aan het eind van de jaren zestig neemt de belangstelling hiervoor echter af en houden de meeste disputen spontaan op te bestaan. Eén dispuut blijft echter bestaan en groeit begin jaren negentig zelfs uit tot een zelfstandige vereniging, Drift '66.
In de jaren zeventig en begin jaren tachtig verandert er veel binnen V.U.G.S., er is een opkomende afkeer van traditionele waarden, daarnaast is er ook steeds meer inspraak mogelijk in het universiteits- en onderwijsbeleid. Binnen relatief korte tijd verandert V.U.G.S. in een linkse, marxistisch getinte, vereniging. In deze periode worden er naast inhoudelijke ook veel ontspannende activiteiten voor de eigen leden georganiseerd; zo is er een volleybalcompetitie, veel lezingen en voor het eerst een gezamenlijk introductieweekend voor alle nieuwe aankomende studenten.
Vanaf halverwege de jaren tachtig ontstaan er binnen de vereniging steeds meer commissies die zich toeleggen op de organisatie van (één soort) activiteit. Het bestuur functioneert als coördinator en vertegenwoordiger van V.U.G.S. Dit bestuur bestond in die jaren vaak uit meer dan tien personen, echter vanaf halverwege de jaren negentig bestaat het bestuur uit zes fulltime bestuursleden die een jaar lang door de universiteit worden gefinancierd. Halverwege de jaren negentig keren sommige tradities uit het verleden weer terug zoals de bestuurslinten en het verenigingsvaandel. Na de traditionele beginperiode, de linkse jaren zeventig en tachtig is V.U.G.S. aan het begin van de eenentwintigste eeuw een bruisende vereniging die door de grote variëteit aan activiteiten, van congres tot voetbaltoernooi en van onderwijsbijeenkomst tot borrels en feesten, een van de meest actieve studieverenigingen van Utrecht is en een alternatief voor de gezelligheidsverenigingen.
In 2022 vierde V.U.G.S haar 100-jarige bestaan. In het gehele jaar vonden activiteiten plaats bijbehorend aan het XXe-lustrum met het thema 'Delirium'. Ook werden er extra activiteiten georganiseerd zoals een lustrumreis naar Cyprus en een reünistenfeest voor alle oud leden van V.U.G.S. Tevens werd het 100-jarige lustrumboek uitgebracht.
Verder waaide er in 2022 een frisse wind binnen V.U.G.S. met de terugkeer van disputen. Het eerst opgerichte dispuut sinds de jaren '70 is Dispuut Reclus. In het jaar erna volgden er nog een tweetal andere disputen. Dit betekent dat V.U.G.S. momenteel een drietal disputen kent.

## Ere- en bekende leden
V.U.G.S. heeft een lange geschiedenis in het benoemen van diegenen die waardevol geweest zijn voor de vereniging. Daarnaast hebben veel leden later in hun leven een onderscheidende maatschappelijke of wetenschappelijk functie vervuld.
Ereleden:
- Prof. Dr. J.B.L. Hol †
- Prof. Dr. H. Th. Fischer (1922-1923 & 1925-1926) †
- Prof. Dr. J.O.M. Broek (1925-1927 & 1928-1929) †
- Prof. Dr. W.R Heere †
- Prof. Dr. F.A. Vening Meinesz †
- Prof. Dr. J.A. van Ginkel (1963-1964) †
- Dr. M. Stijnenbosch (1972-1973)
- Prof. Dr. R. van der Vaart
- Drs. H. Cohlst (1968-1969)
- Dr. L.J. Paul (1980-1981)
- Dr. B.C. de Pater
- Drs. F.J. Toppen †
- Drs. J. Bierbooms

Bekende leden:
- Ruud Cools - hoogleraar
- Wim Eggink - verzetsstrijder in de Tweede Wereldoorlog
- Hans Harten
- Tetje Heeringa
- Marcus Willem Heslinga
- Hendrik Jacob Keuning
- Piet Kouwe
- Miep Oranje - collaborateur
- Chris van Paassen
- Hans Roelen - burgemeester van Delfzijl, Zwolle en Arnhem
- Mark van de Veerdonk - cabaretier
- Anna de Waal - eerste Nederlandse bewindsvrouw